# Peter Laugesen
Peter Laugesen född 5 mars 1942 i Köpenhamn, är en dansk poet och översättare.
Laugesen debuterade med diktsamlingen Landskab 1967. Från 1997 har han varit medlem av Danska akademien. Peter Laugesen har uppträtt tillsammans med Mindspray och Singvogel och utgivit CD-skivor tillsammans med dem.
Peter Laugesen hade under många år en intensiv dialog och samarbete med författaren Dan Turèll.
Laugesen har sina rötter i beatgenerationen. Han har inspirerats av författare som Allen Ginsberg, Jack Kerouac och William Burroughs.
Bland hans översättningar märks Det ovale tagvindue (Bebop, 2011) av den franske poeten Pierre Reverdy.

## Priser och utmärkelser
- Danska Akademiens Stora Pris 1992
- Kritikerpriset 2003 för Forstad til alt